# Vârful Pâcleșa, Munții Parâng
Pâcleșa este un vârf montan situat în Munții Parâng și are o altitudine de 2335 m. Accesul pe vârf se poate face dinspre vârful Gruiu (vest) sau dinspre vârful Ieșu (est) din traseul de creastă.

## Galerie foto

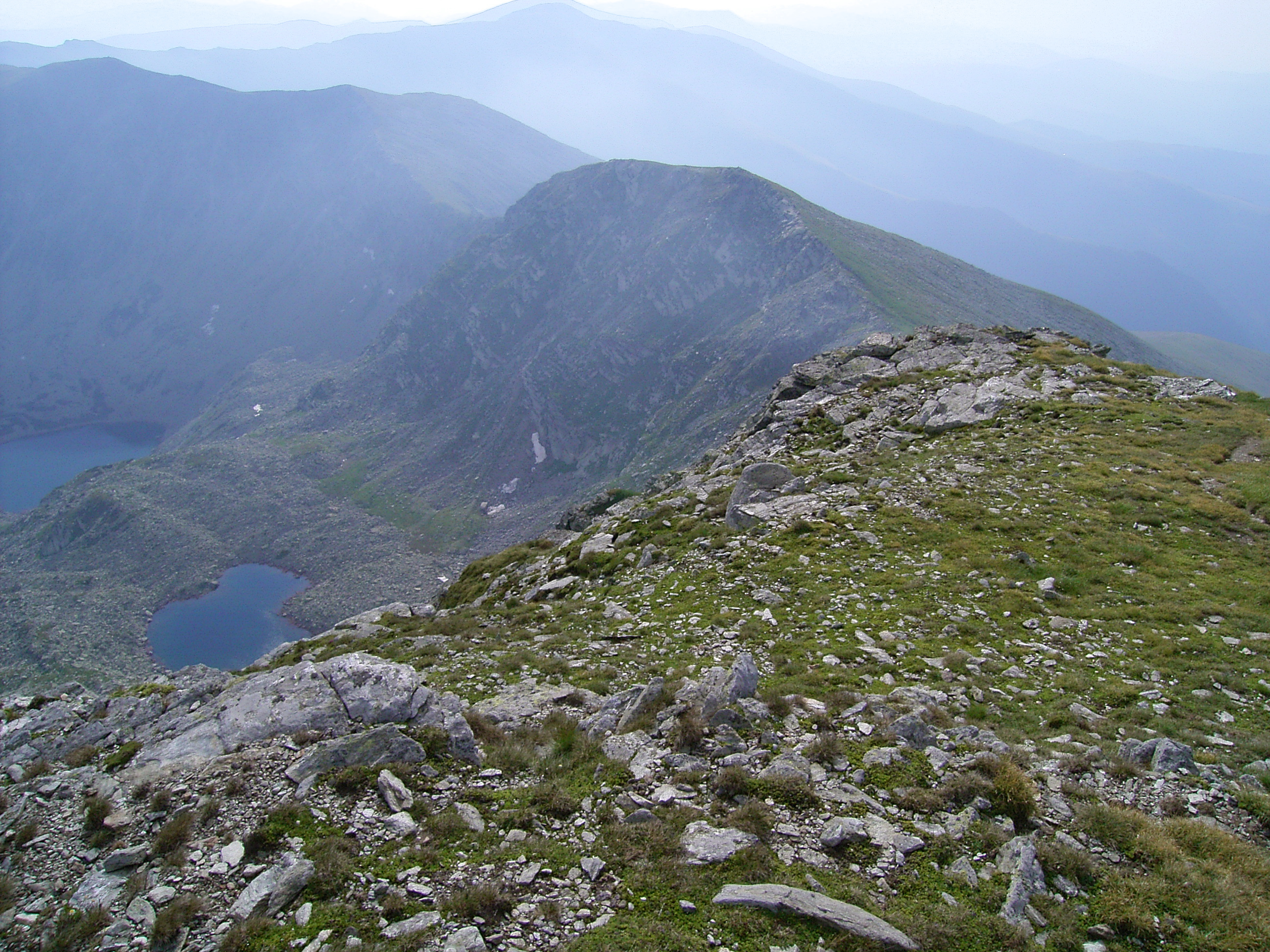
Vârfurile Gruiu, Pâcleşa şi Ieşu
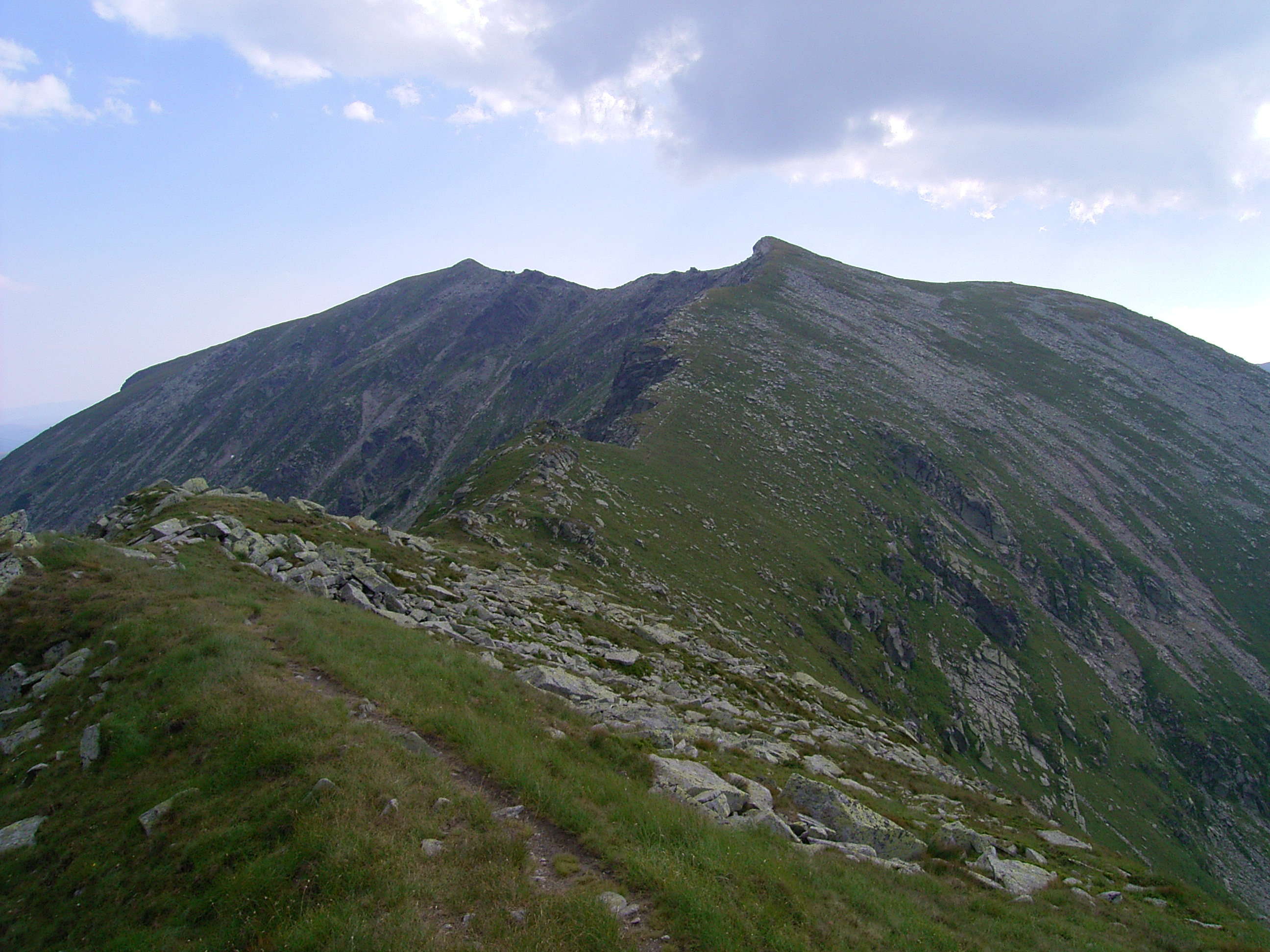
Vârfurile Pâcleşa şi Ieşu